# 2018
2018 (MMXVIII) var ett normalår som började en måndag i den gregorianska kalendern.

## Händelser
- Valetta, (Malta) och Leeuwarden, (Nederländerna) är Europas kulturhuvudstäder under året.

### Januari
- 1 januari – Bulgarien tar över ordförandeskapet i Europeiska unionens råd efter Estland.
- 7 januari – En person dödas och en annan skadas då en handgranat detonerar vid tunnelbanestationen Vårby gård i Huddinge, söder om Stockholm.
- 9 januari
  - USA:s president Donald Trump undertecknar ett förslag som ger National Historical Park-status till Martin Luther Kings födelseplats i Atlanta i Georgia.[1]
  - Förre partiledaren Lars Ohly lämnar Vänsterpartiet sedan han portats från partiets arrangemang efter att ha anklagats för sexuella trakasserier.[2]
- 14 januari – Fallet Turpin uppmärksammas.
- 17 januari – Nordkorea och Sydkorea kommer överens om att tävla under gemensam flagg i ishockey under Olympiska vinterspelen 2018.
- 20 januari – Turkiet inleder en militär offensiv mot kurdiska Folkets försvarsenheter (YPG) i Rojava i norra Syrien.
- 23 januari – En jordbävning med magnituden 8,2 äger rum i havet utanför Alaska och västra Kanada.
- 27 januari – Minst 102 dödas och över 140 skadas när en bilbomb detonerar i Kabul, Afghanistan.
- 28 januari
  - Sverige segrar i travloppet Prix d'Amérique då hästen Readly Express vinner tillsammans med kusken Björn Goop och tränaren Timo Nurmos.
  - Spanien vinner över Sverige i EM-finalen i handboll.
  - I presidentvalet i Finland segrar den sittande presidenten Sauli Niinistö med 62,7 % av rösterna.
- 31 januari – Sveriges regering meddelar att rikspolischef Dan Eliasson lämnar sin post den 15 februari.

### Februari
- 1 februari – Mobilanvändning bakom ratten förbjuds i Sverige.
- 6 februari – En jordbävning drabbar Taiwan.
- 9–25 februari – Olympiska vinterspelen 2018 hålls i Pyeongchang, Sydkorea.[3]
- 11 februari – 71 personer omkommer då ett inrikesflygplan havererar utanför Moskva, Ryssland.
- 14 februari
  - 17 personer dödas och minst 14 skadas vid en skolskjutning i Parkland, Florida, den tredje dödligaste skolskjutningen i USA:s historia.
  - Sydafrikas president Jacob Zuma avgår efter intern kritik från regeringspartiet ANC.
- 15 februari
  - Anders Thornberg tillträder som Sveriges rikspolischef efter Dan Eliasson.
  - ANC-ledaren Cyril Ramaphosa väljs till Sydafrikas nya president efter Jacob Zuma.
- 24 februari – FN beslutar om vapenvila i det syriska inbördeskriget. Trots detta fortsätter stridigheterna.

### Mars
- Mars – Företaget Cambridge Analytica utreds för sin användning av 50 miljoner Facebook-användares data i samband med presidentvalet i USA 2016.
- 4 mars
  - Den tidigare ryske dubbelagenten Sergej Skripal och hans dotter Julia förgiftas med nervgiftet Novitjok i Salisbury, England.
  - Den 90:e Oscarsgalan hålls på Dolby Theatre i Los Angeles.
  - Parlamentsval hålls i Italien.
- 9 mars – Prinsessan Madeleine föder en dotter, prinsessan Adrienne.
- 9–18 mars – Paralympiska vinterspelen 2018 hålls i Pyeongchang, Sydkorea.
- 11 mars – Israel börjar bygga en mur på gränsen till Libanon, vilket leder till att spänningarna ökar mellan länderna. Båda gör anspråk på gasfyndigheter utanför kusten i gränsområdet.
- 12 mars – 51 personer omkommer och 20 skadas då ett flygplan kraschar i Katmandu, Nepal.
- 15–18 mars – Nordkoreas utrikesminister Ri Yong-ho besöker Sverige och möter bl.a. utrikesminister Margot Wallström.[4]
- 17 mars – Kinas president Xi Jinping väljs för en andra mandatperiod av landets parlament.
- 18 mars – Presidentval hålls i Ryssland, där Vladimir Putin blir omvald med 71 % av rösterna.
- 23 mars – Fem personer dödas och 15 skadas vid terrorattentat i Carcassonne och Trèbes i Frankrike. Islamiska staten tar på sig dådet.
- 25 mars – 60 personer omkommer och 79 skadas då en kraftig brand utbryter i ett köpcentrum i Kemerovo, Ryssland.
- 26 mars – Fler än 100 ryska diplomater utvisas från över 20 länder efter nervgiftsattacken mot Sergej och Julia Skripal.

### April
- 6 april

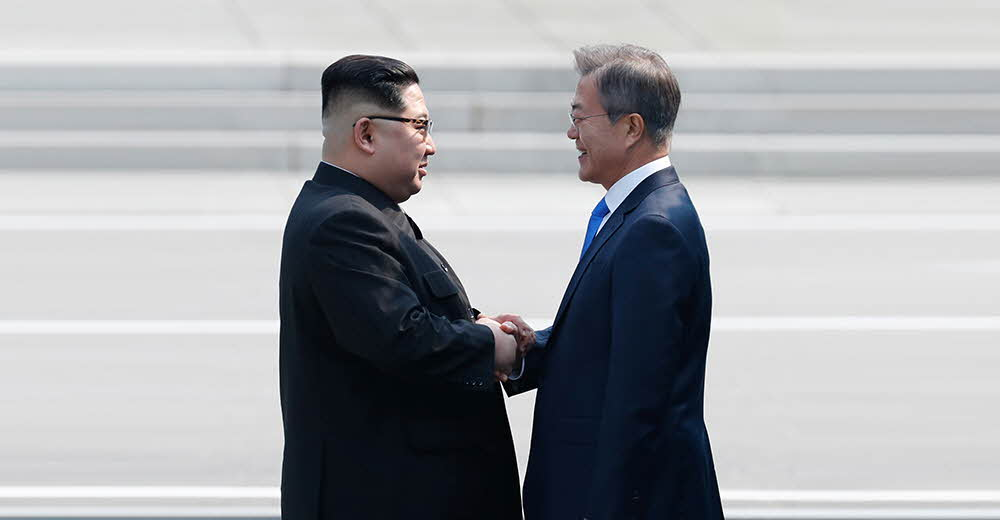
Interkoreanska toppmötet

  - Klas Östergren, Kjell Espmark och Peter Englund lämnar arbetet i Svenska Akademien.
  - Sydkoreas f.d. president Park Geun-hye döms till 24 års fängelse för maktmissbruk och mutbrott.
- 7 april – Minst 70 personer dödas i en misstänkt kemvapenattack i Duma, Syrien.
- 8 april – Viktor Orbán vinner parlamentsvalet i Ungern.
- 9 april – Sverigedemokraternas f.d. partiledare Mikael Jansson lämnar partiet och går över till nybildade Alternativ för Sverige.
- 11 april –  Motsättningarna mellan Ryssland och USA i spåren av den misstänkta kemvapenattacken i Duma, strax utanför Syriens huvudstad Damaskus, är nu så starka att risken för att det kalla ordkriget ska gå över i någon form av militär konfrontation inte längre kan uteslutas.
- 12 april – Sara Danius avgår som Svenska Akademiens ständige sekreterare och lämnar även arbetet i akademien. Även Katarina Frostensson lämnar akademien.
- 14 april – USA, tillsammans med Storbritannien och Frankrike, utför ett militärt anfall mot flera mål i Syrien. Rysslands president Vladimir Putin fördömer anfallet, som kallar till ett krismöte i FN:s säkerhetsråd.[5]
- 18 april – Pensionsprotester bryter ut i Nicaragua.
- 19 april – Kubas president Raúl Castro avgår och efterträds av Miguel Díaz-Canel.
- 20 april – DJ:n Avicii begår självmord i ett hotellrum i Muskat, Oman.
- 23 april – 10 personer dödas och 15 skadas när en skåpbil rammar folk på en gata i Toronto, Kanada.
- 25 april – Den danske ingenjören Peter Madsen döms vid Köpenhamns tingsrätt till livstids fängelse för mordet på den svenska journalisten Kim Wall.
- 27 april – Interkoreanska toppmötet mellan Nordkoreas ledare Kim Jong-Un och Sydkoreas president Moon Jae-in äger rum i gränsbyn Panmunjom.
- 28 april
  - Martin Kellerman publicerar den sista seriestrippen av Rocky.
  - Ledamoten Sara Stridsberg lämnar sin plats i Svenska Akademien.

### Maj
- 2 maj

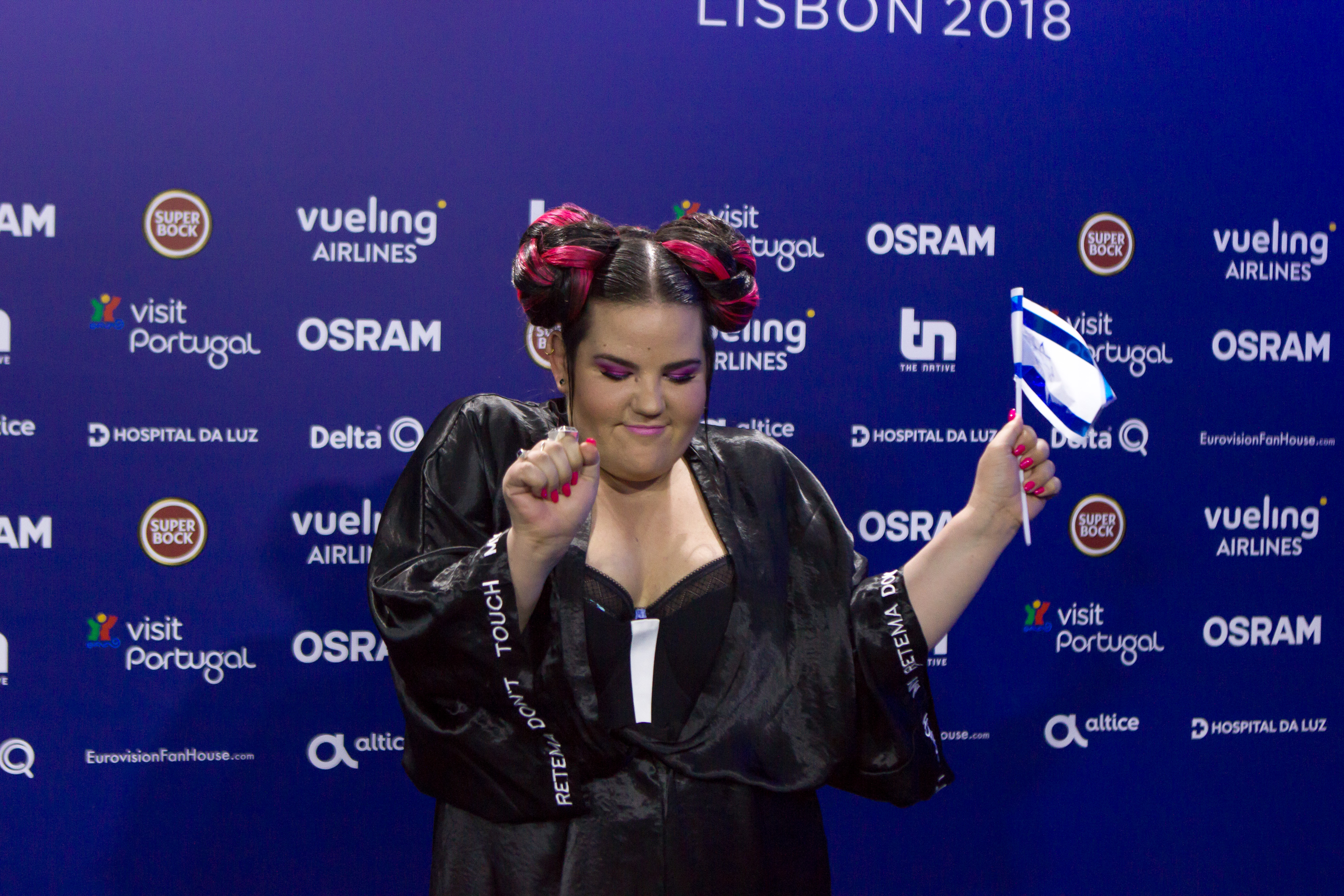
Netta Barzilai vann Eurovision Song Contest 2018

  - Kung Carl XVI Gustaf ändrar i Svenska Akademiens stadgar vilket möjliggör utträde ur akademien för ledamöterna.
  - Den baskiska separatistorganisationen ETA upplöses.
- 3–4 maj – Vulkanen Kilauea får ett utbrott tillsammans med två andra vulkaner vid Leilani Estates på Hawaii, vilket leder till att tusentals hawaiianer blir tvungna att lämna sina hem.
- 8–12 maj – Eurovision Song Contest 2018 sänds från Lissabon, Portugal. Israel vinner med låten "Toy", framförd av Netta Barzilai.
- 14 maj
  - 60 palestinier skjuts till döds av israelisk militär i Gazaremsan under protester mot invigningen av USA:s ambassad i Jerusalem.
  - Quim Torra utses till ny regionpresident i Katalonien.
- 15 maj – Den svensk-etiopiske hjärtläkaren Fikru Maru släpps efter fem år utan dom i etiopiskt fängelse.
- 18 maj – 112 personer omkommer när ett flygplan havererar vid Santiago de las Vegas, Kuba.
- 19 maj – Storbritanniens prins Harry gifter sig med Meghan Markle.
- 25 maj – Dataskyddsförordningen (GDPR), en EU-förordning med syfte att stärka den personliga integriteten, träder i kraft.

### Juni

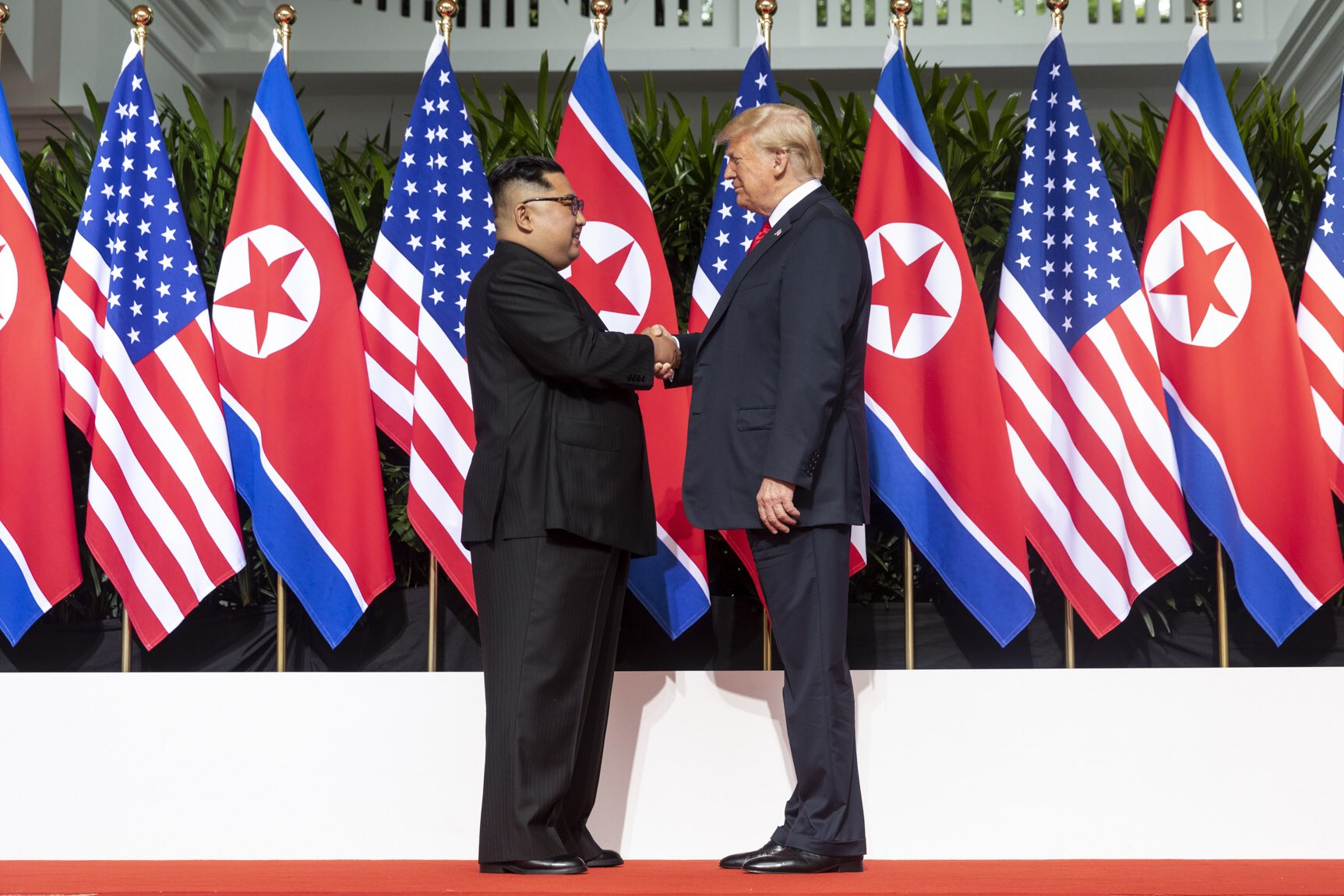
Donald Trump och Kim Jong-Un träffas i Singapore.

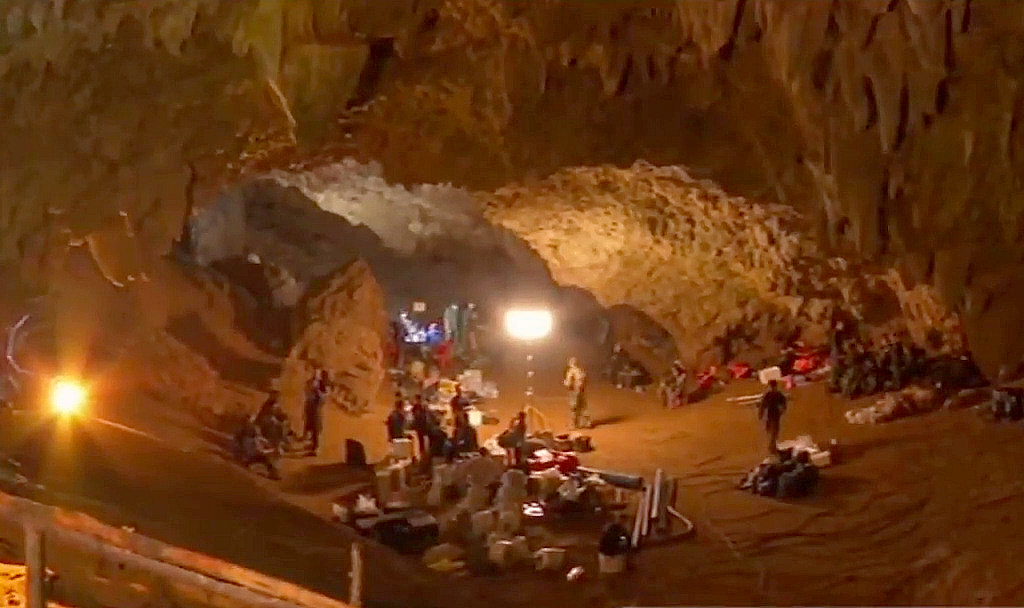
Räddningsoperationen i Tham Luang-grottan

- 1 juni – Spaniens premiärminister Mariano Rajoy avgår efter en misstroendeförklaring och efterträds av Pedro Sánchez.
- 7 juni – Rakhmat Akilov döms till livstids fängelse för terrorbrott efter attentatet i Stockholm 2017.
- 12 juni – Ett toppmöte mellan Nordkoreas ledare Kim Jong-un och USA:s president Donald Trump äger rum i Singapore.
- 14 juni – Världsmästerskapet i fotboll 2018 i Ryssland inleds.
- 16 juni – USA:s president Donald Trumps nolltolerans mot invandrare får skarp kritik. På gränsen mellan Mexiko och USA splittras barn från sina föräldrar och låses in.
- 18 juni – Tre dödas och tre skadas i en skottlossning på Drottninggatan i Malmö. Skottlossningen är relaterad till gängkriminalitet och utlöser en ny våldsvåg mellan kriminella grupper i Malmö.
- 18 juni     Rapparen XXXTentacion blev mördad i Deerfield Beach i Florida
- 19 juni – USA lämnar FN:s råd för mänskliga rättigheter.
- 20 juni – Europaparlamentets utskott för rättsliga frågor röstar ja för ett EU-direktiv om ökad upphovsrätt.
- 23 juni – Räddningsoperationen i Tham Luang-grottan påbörjas.
- 24 juni – I Saudiarabien tillåts kvinnor att köra bil.
- 26 juni – USA:s starkt kritiserade splittring av migrantfamiljer får juridiska konsekvenser. Flera av landets delstater stämmer nu Donald Trumps administration för brott mot asylrätten.[6]

### Juli

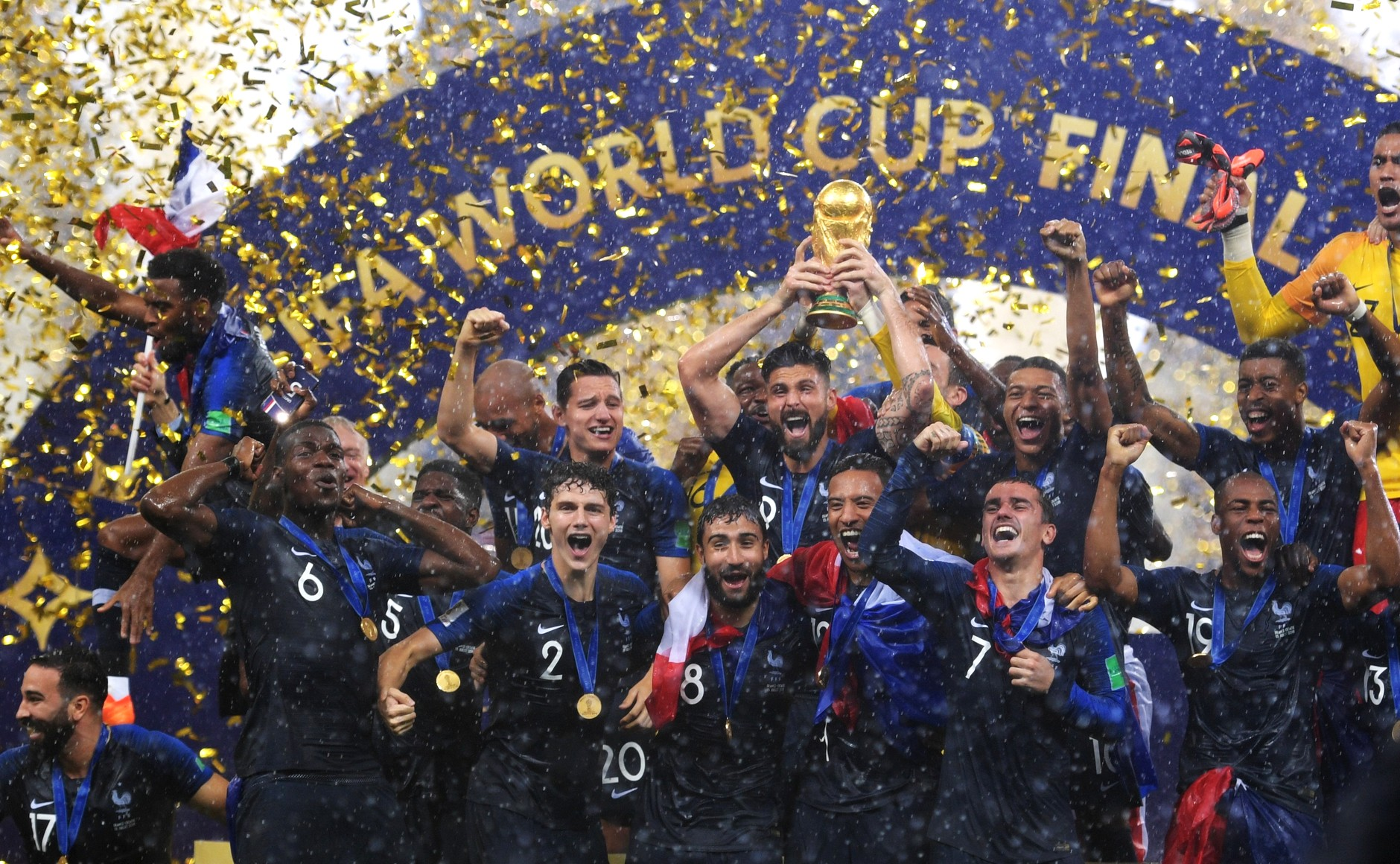
Frankrike bäst i fotboll.

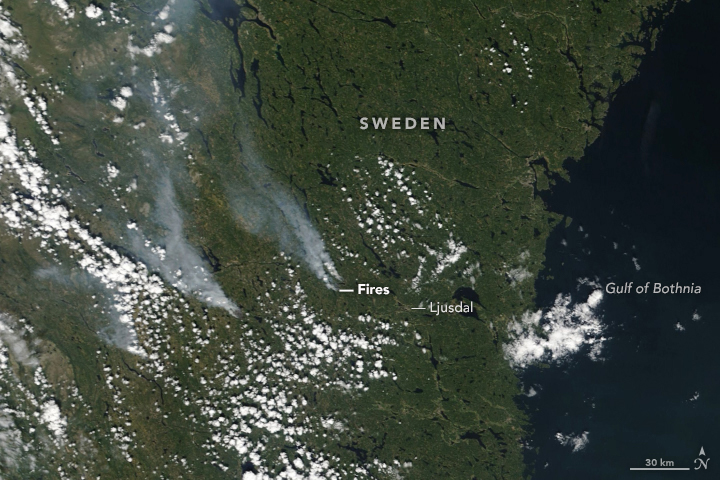
Skogsbränder råder i Sverige under extrem värmebölja.

- Svåra skogsbränder härjar under månaden i Sverige. I mitten av juli rapporteras om runt 50 skogsbränder över stora delar av landet, och Sverige ber internationella aktörer om hjälp med släckningen.
- 1 juli – Österrike tar över ordförandeskapet i Europeiska unionens råd efter Bulgarien.
- 5 juli – Europaparlamentet röstar nej till att snabbehandla ett EU-direktiv om utökad upphovsrätt.
- 6 juli – Shoko Asahara och sex andra medlemmar ur den japanska domedagssekten Aum Shinrikyo avrättas för genomförandet av saringasattacken i Tokyo 1995.
- 10 juli – Räddningsoperationen i Tham Luang-grottan avslutas.
- 15 juli – Frankrikes herrlandslag i fotboll vinner Världsmästerskapet i fotboll i Ryssland.
- 20 juli – Telia köper TV4, C More och finska MTV av Bonnierkoncernen.
- 23–26 juli – Minst 90 personer dör i skogsbränder i Grekland.
- 27 juli – Planeten Mars befinner sig närmast Jorden sedan 2003, men inte lika nära som då.

### Augusti
- 7 augusti
  - USA återinför sina sanktioner mot Iran.
  - Kalifornien drabbas av de mest omfattande skogsbränderna i delstatens historia.[7]
- 10 augusti – 29-gradigt medelhavsvatten, på grund av den ihållande hettan i sydvästra Europa, raderar ur musselodlingar i Katalonien i Spanien.[8]
- 14 augusti – 43 personer omkommer och flera skadas då Morandibron i Genua, Italien kollapsar.[9]
- 20 augusti – 15-åriga svenska skolflickan Greta Thunberg börjar på initiativ av Bo Thorén frånvara från skolundervisningen i syfte att uppmärksamma klimatfrågan.[10]
- 24 augusti
  - Fyra personer omkommer och flera skadas då en buss störtar ner från en vägbro i Kuopio, Finland.[11]
  - Scott Morrison efterträder Malcolm Turnbull som Australiens premiärminister.
- 31 augusti – Sveriges första ekodukt Sandsjöbacka ekodukten invigs formellt, Kungsbacka kommun
- 31 augusti – Folkrepubliken Donetsks premiärminister Aleksandr Zachartjenko dödas vid ett attentat i Donetsk.

### September

Riksdagsval i Sverige.

- 2 september – Brasiliens nationalmuseum Museu Nacional i Rio de Janeiro förstörs i en brand.
- 6 september – Indiens högsta domstol avkriminaliserar homosexualitet.
- 9 september – Riksdagsval, landstingsval och kommunval hålls i Sverige.
- 11 september
  - Gränsen mellan Eritrea och Etiopien öppnar för första gången på 20 år, som ett steg i försoningsprocessen mellan de forna ärkefienderna.
  - 17 år efter terrordådet mot World Trade Center i New York, USA öppnar en tunnelbanestation under det nuvarande One World Trade Center.
- 14 september – Orkanen Florence drar in över USA.
- 20 september – Minst 207 personer omkommer då en passagerarfärja kapsejsar på Victoriasjön i Tanzania.
- 21–22 september – Stormen Knud drar in över Sverige och orsakar strömavbrott och trafikproblem.
- 22 september – 29 personer dödas i ett attentat mot en militärparad i Ahvaz, Iran.
- 24 september – Den nyvalda svenska riksdagen samlas och Moderaternas Andreas Norlén väljs till ny talman.
- 25 september – Sveriges statsminister Stefan Löfven entledigas efter att han röstats bort av en majoritet i riksdagen. Omröstningen blev historisk som första gången som en statsminister röstats bort i en sådan omröstning.[12]
- 28 september – Omkring 2 010 människor omkommer i ett jordskalv och en efterföljande tsunami i Indonesien.
- 30 september – Makedonien håller folkomröstning om namnbyte, men resultatet ogiltigförklaras på grund av lågt valdeltagande (30 %). Det låga valdeltagandet beror på bojkott av oppositionen och dess anhängare.

### Oktober

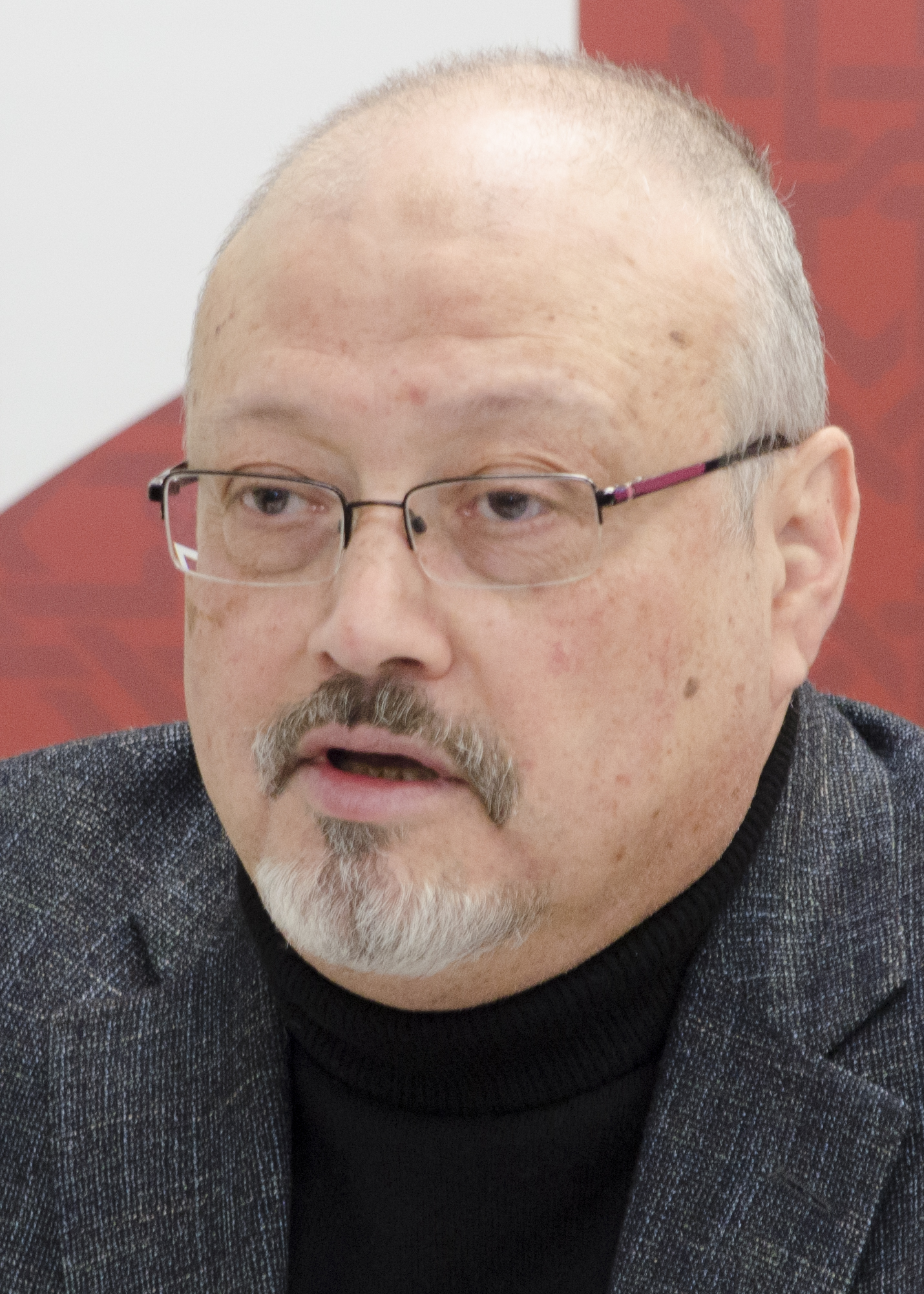
Jamal Khashoggi

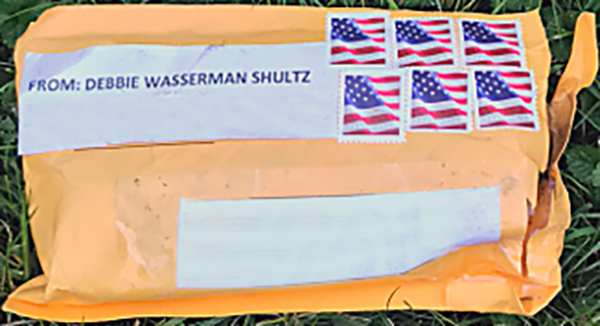
Brevbomberna i USA

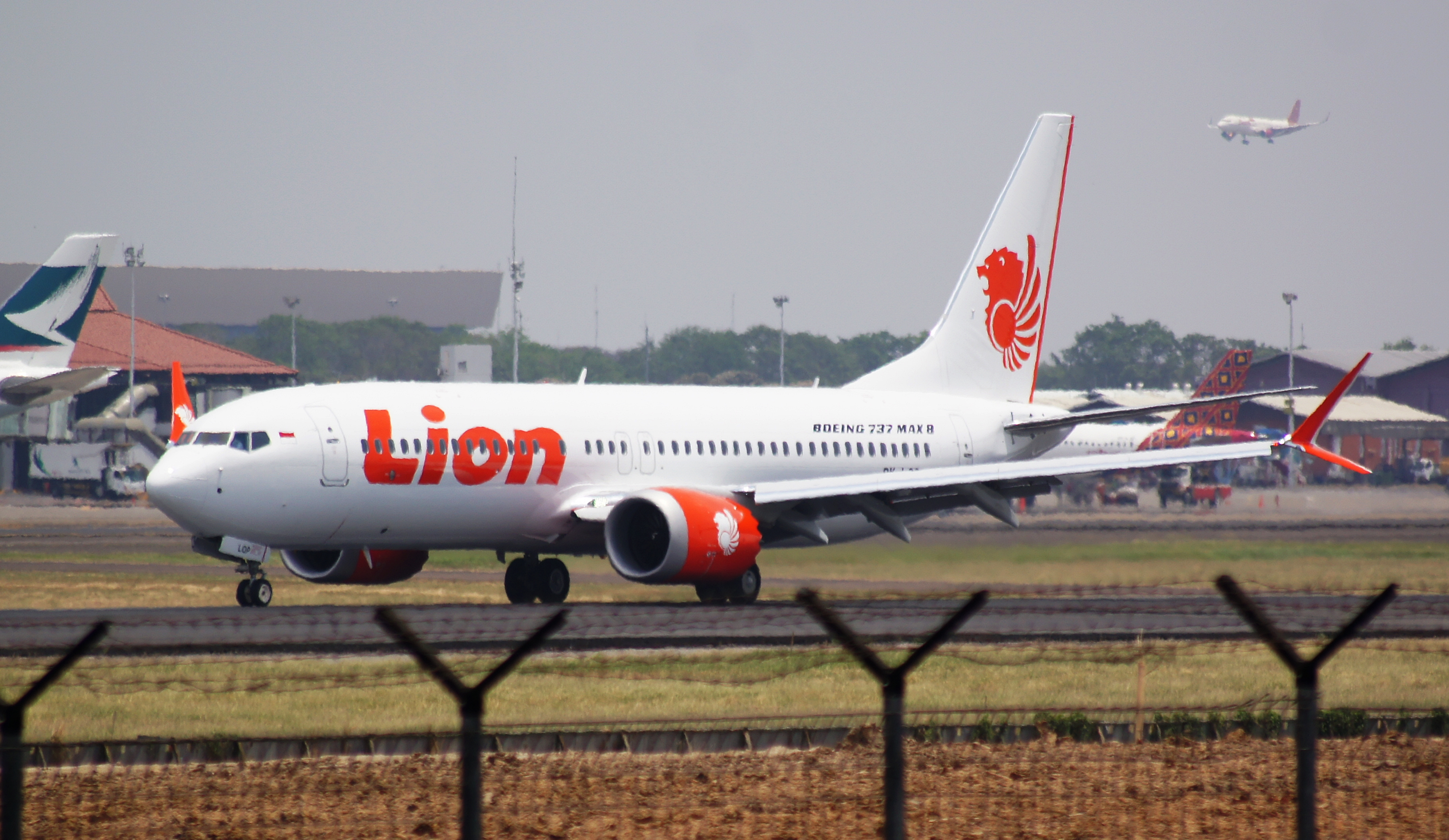
Lion Air Flight 610 havererade i javasjön den 29 oktober.

- 2 oktober – Den saudiske journalisten Jamal Khashoggi försvinner under ett besök på Saudiarabiens konsulat i Istanbul, Turkiet. Saudiarabien medger senare att Khashoggi dött på konsulatet, vilket orsakar en diplomatisk kris.
- 5 oktober – Författaren Jila Mossaed och juristen Eric M. Runesson offentliggörs som nya ledamöter i Svenska Akademien. De väntas tillträda vid Akademiens högtidssammankomst den 20 december.
- 6 oktober
  - 20 personer omkommer då en limousin och ett annat fordon kolliderar i Schoharie, New York, USA.
  - Parlamentsval hålls i Lettland.
  - Travhästen On Track Piraten blir historisk när han tar sin 28:e seger inom rikstoton och går om Callit som den häst som tagit flest antal rikstotosegrar i Sverige.[13]
- 7 oktober – Parlamentsval hålls i Bosnien och Hercegovina.
- 8 oktober – FN:s klimatpanel publicerar en rapport om konsekvenser av global uppvärmning med 1,5 grad, där man varnar för att omedelbara och radikala förändringar "utan motstycke" krävs på flera samhällsnivåer för att 1,5-gradersmålet ska kunna nås.
- 10 oktober – Orkanen Michael når USA. Orkanen är den kraftigaste i USA på 26 år.
- 17 oktober – 21 personer dödas och 74 skadas vid en skolskjutning på en gymnasieskola i staden Kertj på Krim.
- 19 oktober – Litteraturvetaren Mats Malm offentliggörs som ny ledamot i Svenska Akademien. Han väntas tillträda vid Akademiens högtidssammankomst den 20 december.
- 24 oktober – Brevbomber skickas till flera välkända personer i USA, däribland de tidigare presidenterna Bill Clinton och Barack Obama.
- 25 oktober – Sahle-Work Zewde tillträder som Etiopiens president och blir därmed Etiopiens andra kvinna som statschef.
- 27 oktober – 11 personer dödas och 6 skadas i ett antisemitiskt motiverat skottdåd mot en synagoga i Pittsburgh, USA.
- 28 oktober – Högernationalisten Jair Bolsonaro segrar med 55 % av rösterna i den andra omgången av presidentvalet i Brasilien.
- 29 oktober
  - 189 personer omkommer då ett flygplan störtar i Javasjön utanför Indonesien.
  - Tysklands förbundskansler Angela Merkel meddelar att hon inte kommer kandidera för omval som partiordförande för CDU i december 2018. Hon kommer inte heller kandidera för omval som förbundskansler 2021.

### November

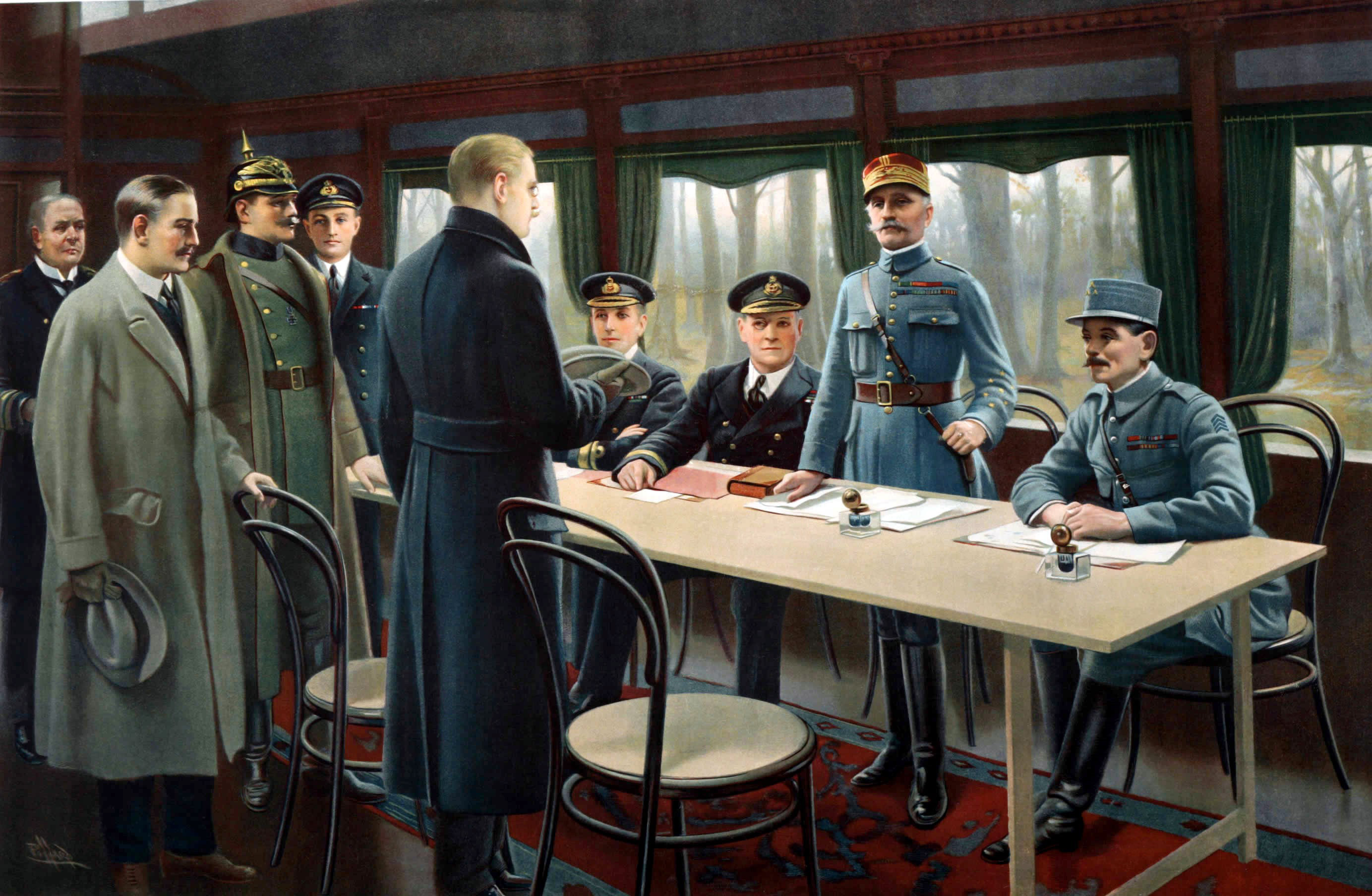
100 år har gått sedan undertecknandet av vapenstilleståndet som avslutade första världskriget, vilket uppmärksammas på flera håll i världen.

- Svåra skogsbränder härjar under månaden i Kalifornien, USA. 83 personer omkommer och tusentals evakueras, vilket gör bränderna till några av de dödligaste i USA:s historia.
- 4 november – Nya Kaledonien håller en folkomröstning om självständighet från Frankrike, där nej-sidan vinner med 56 %.
- 6 november – I mellanårsvalet i USA får Demokraterna majoritet i representanthuset för första gången på åtta år.
- 7 november – Ledamoten Jayne Svenungsson lämnar sin plats i Svenska Akademien.
- 11 november
  - AIK vinner SM-guld i fotboll för 12:e gången i klubbens historia.
  - 100 år har gått sedan undertecknandet av vapenstilleståndet som avslutade första världskriget, vilket uppmärksammas på flera håll i världen.
- 14 november – Sveriges riksdag röstar emot talmannens förslag om att utse Moderaternas partiledare Ulf Kristersson till ny statsminister med röstsiffrorna 195-154. Därefter röstar riksdagen ja till en ny yttrandefrihetsgrundlag och tryckfrihetsförordning,[14] nya regler för Riksrevisionen samt att SVT skall skattefinansieras.
- 17 november – Folkrörelsen gula västarna inleder sina protester i Frankrike. Rörelsen uppstår ur ett missnöje mot höjda bränslepriser, men växer sedan till en landsomfattande protest mot ojämlikhet och president Emmanuel Macrons politik.
- 23 november
  - Ju Wenjun försvarar sin världsmästartitel i schack för damer.
  - Right Livelihood Award tilldelas bland annat de fängslade saudiska människorättsaktivisterna Abdullah al-Hamid, Mohammad Fahad al-Qahtani och Waleed Abu al-Khair.
- 24 november – Regionval hålls i Taiwan, där det högernationalistiska partiet Kuomintang går starkt fram. Förlorare är det styrande Demokratiska framstegspartiet.
- 25 november
  - Europeiska rådet ställer sig bakom Storbritanniens utträdesavtal inför Brexit.
  - Ryska krigsfartyg öppnar eld mot ukrainska fartyg i Kertjsundet. Händelsen trappar upp konflikten mellan Ukraina och Ryssland.
- 30 november – Frankrike förbjuder barnaga.

### December
- 2 december
  - Två utländska medborgare, en 33-årig brittisk medborgare och en 32-årig belgisk medborgare, greps efter att ha gjort intrång på Musköbasen.
  - För första gången på 65 år avgår ett tåg från Sydkorea till Nordkorea. Man är överens om att börja koppla ihop vägar och järnvägar som varit stängda sedan Koreakriget, ytterligare ett steg i de förbättrade relationerna mellan länderna.
- 2–14 december – FN:s klimatkonferens äger rum i Katowice, Polen.
- 5 december – Jemens saudistödda regering och de shiamuslimska Huthi-rebellerna inleder FN-ledda fredssamtal på Johannesbergs slott utanför Rimbo i Uppland om det pågående inbördeskriget.
- 7 december – Annegret Kramp-Karrenbauer efterträder Angela Merkel som partiordförande för CDU.
- 10 december – Nobelprisen delas ut i Oslo och Stockholm.
- 11 december – Fem personer dödas och 13 skadas i ett terrordåd i Strasbourg, Frankrike.
- 14 december – Sveriges riksdag röstar emot talmannens förslag om att utse Socialdemokraternas partiledare Stefan Löfvén till ny statsminister med röstsiffrorna 200-116. 28 ledamöter avstår från att rösta.
- 20 december – En stor mängd vatten i form av is hittas i kratern Korolev på Mars.
- 23 december – Minst 420 personer omkommer och över 843 skadas i en tsunami som drabbar Indonesien.
- 31 december
  - Musikgruppen Alcazar avslutar sin 20-åriga tillvaro med konsert på Cirkus i Stockholm.
  - 38 personer omkommer i ett husras i Magnitogorsk, Ryssland.

## Rörliga högtidsdagar

### Kristendom
- Fettisdagen: 13 februari
- Påskdagen: 1 april
- Kristi himmelsfärds dag: 10 maj
- Pingstdagen: 20 maj
- Midsommardagen: 23 juni
- Alla helgons dag: 3 november

### Judendom
- Rosh hashana (judiskt nyår): 11 september
- Yom kippur (försoningsdagen): 19 september
- Chanukka: 2 december

### Islam
- 1 ramadan: 16 maj

### Kinesiskt
- Kinesiskt nyår: 16 februari

### Profana dagar
- Mors dag: 27 maj
- Fars dag: 11 november

## Födda
- 9 mars – Adrienne, svensk prinsessa, dotter till prinsessan Madeleine och Chris O'Neill

## Avlidna

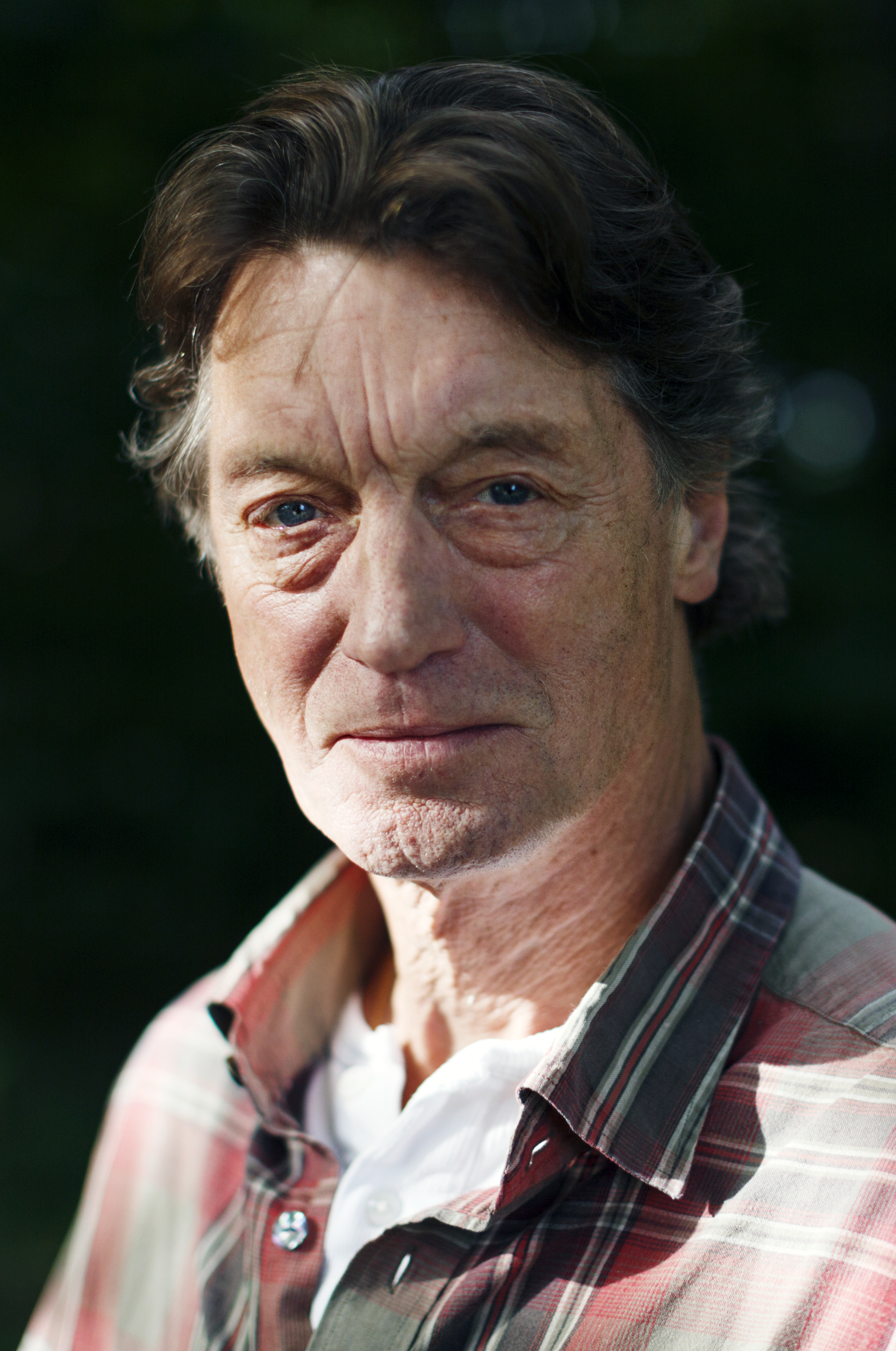
Den svenske skådespelaren Johannes Brost avled 4 januari, 71 år gammal.

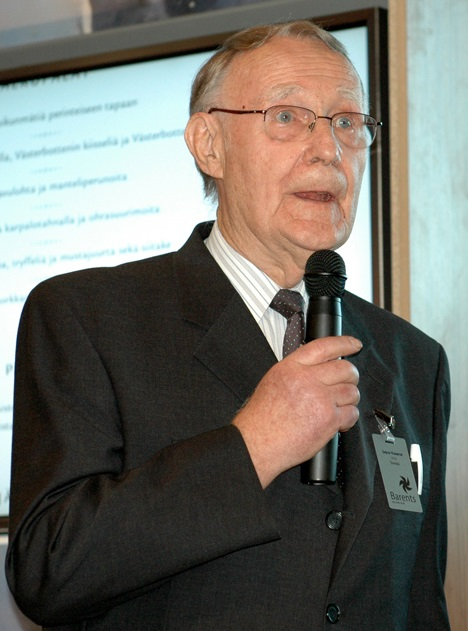
IKEAs grundare Ingvar Kamprad avled 27 januari, 91 år gammal.

### Januari
- 4 januari – Johannes Brost, 71, svensk skådespelare.
- 5 januari
  - Christoffer Barnekow, 77, svensk journalist, programledare och regissör.
  - John W. Young, 87, amerikansk rymdfarare.
- 7 januari – France Gall, 70 , fransk sångare.
- 9 januari – Odvar Nordli, 90, norsk politiker, Norges statsminister 1976–1981.
- 10 januari − Eddie "Fast Eddie" Clarke, 67, amerikansk gitarrist (Motörhead).
- 12 januari – Kjell Nilsson, 74, svensk generallöjtnant och stridspilot, ordförande i Svenska Ishockeyförbundet 2002–2004.
- 15 januari – Dolores O'Riordan, 46, irländsk sångare (The Cranberries).
- 18 januari
  - Wallis Grahn, 72, svensk skådespelare.
  - Lasse Sarri, 81, svensk regissör och skådespelare.
- 19 januari – Dorothy Malone, 93, amerikansk skådespelare.
- 22 januari – Ursula K. Le Guin, 88, amerikansk fantasy- och science fiction-författare.
- 23 januari
  - Hugh Masekela, 78, sydafrikansk musiker och antiapartheidaktivist.
  - Nicanor Parra, 103, chilensk poet.
- 24 januari – Mark E. Smith, 60, brittisk sångare (The Fall).
- 27 januari
  - Mort Walker, 94, amerikansk tecknare och författare (Knasen).
  - Ingvar Kamprad, 91, svensk företagsledare, grundare av Ikea.
  - Göran "Pisa" Nicklasson, 75, svensk fotbollsspelare.
- 30 januari – Eva Engdahl, 93, svensk pianist och kompositör.

### Februari
- 4 februari – John Mahoney, 77, brittisk-amerikansk skådespelare.
- 2 februari – Ebba von Eckermann, 96, svensk modeskapare.
- 11 februari – Asma Jahangir, 66, pakistansk advokat och människorättsaktivist.
- 13 februari – Henrik av Danmark, 83, dansk prins, make till drottning Margrethe.
- 14 februari
  - Claes Elmstedt, 89, svensk politiker (Centerpartiet), Sveriges kommunikationsminister 1981–1982.
  - Ruud Lubbers, 78, nederländsk politiker, Nederländernas premiärminister 1982–1994.
  - Morgan Tsvangirai, 65, zimbabwisk politiker, Zimbabwes premiärminister 2009–2013.
- 18 februari – Günter Blobel, 81, tysk-amerikansk biolog, Nobelpristagare i fysiologi eller medicin 1999.
- 21 februari
  - Billy Graham, 99, amerikansk evangelist.
  - Emma Chambers, 53, brittisk skådespelare.
- 22 februari – Richard E. Taylor, 88, kanadensisk fysiker, Nobelpristagare i fysik 1990.
- 24 februari – Sridevi Kapoor, 54, indisk skådespelare.

### Mars

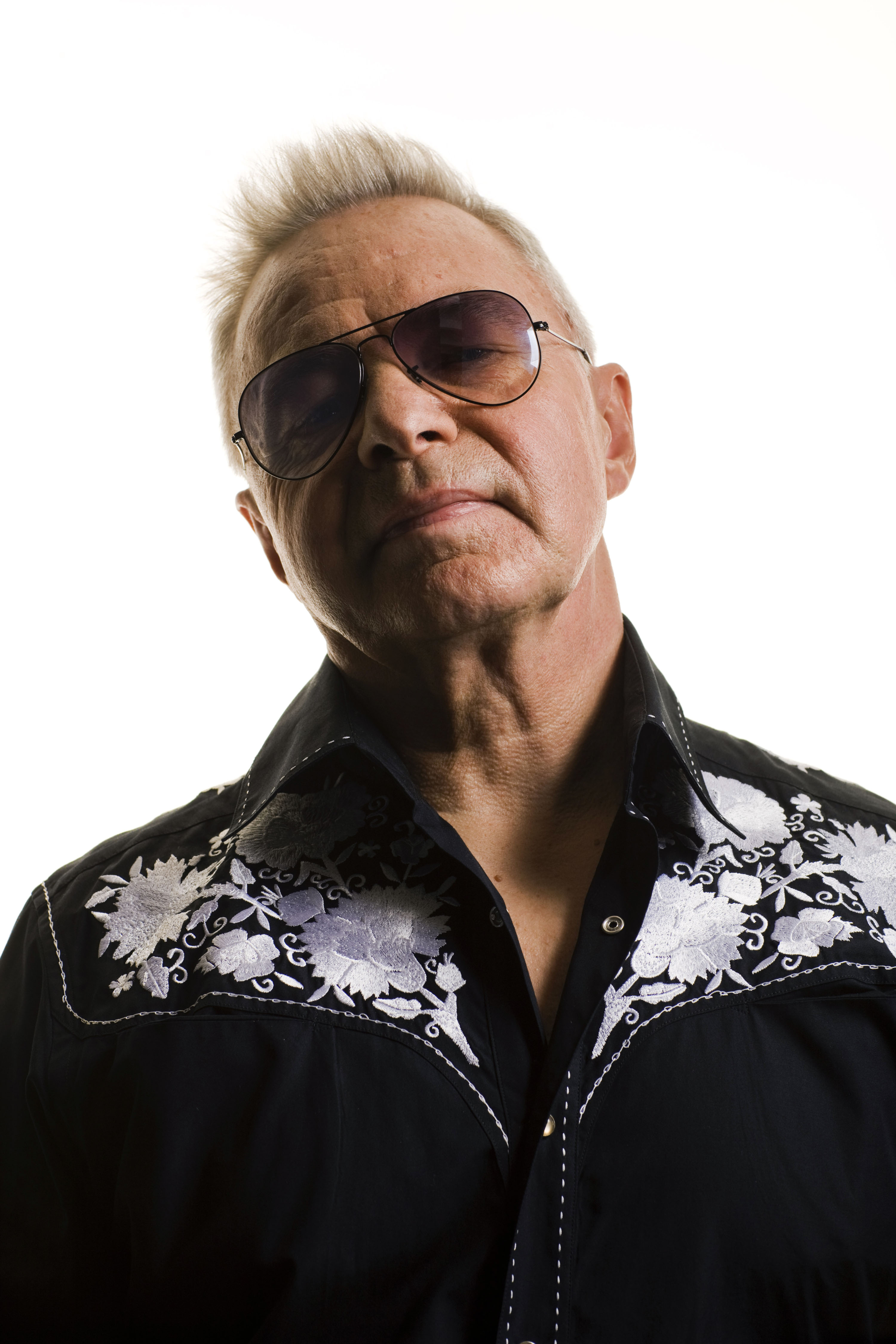
Den svenske rocksångaren Jerry Williams avled 25 mars, 75 år gammal.

- 1 mars – Nils-Olof Berggren, 77, svensk jurist och ämbetsman, justitieombudsman 1999–2007.
- 3 mars
  - David Ogden Stiers, 75, amerikansk skådespelare (M*A*S*H).
  - Kenneth Gärdestad, 69, svensk sångtextförfattare, äldre bror till Ted Gärdestad.
- 4 mars – Davide Astori, 31, italiensk fotbollsspelare.
- 5 mars – Kjerstin Dellert, 92, svensk operasångare och teaterchef.
- 6 mars – John E. Sulston, 75, brittisk biolog, Nobelpristagare i fysiologi eller medicin 2002.
- 9 mars – Oskar Gröning, 96, före detta Unterscharführer i Waffen-SS och bokhållare i koncentrations- och förintelselägret Auschwitz-Birkenau.
- 10 mars
  - Hubert de Givenchy, 91, fransk modedesigner och aristokrat.
  - Ulf Nilson, 84, svensk journalist och författare.
- 14 mars – Stephen Hawking, 76, brittisk fysiker och författare.
- 15 mars – Annie Jenhoff, 88, svensk skådespelare, teaterpedagog, kritiker och författare.
- 17 mars
  - Benny Fredriksson, 58, svensk skådespelare och teaterregissör.
  - Phan Văn Khải, 84, vietnamesisk politiker, Vietnams premiärminister 1997–2006.
- 20 mars – Ann-Charlotte Alverfors, 71, svensk författare (Sparvöga).
- 21 mars – Ulrica Hydman Vallien, 79, svensk glaskonstnär och målare.
- 22 mars – Johan van Hulst, 107, nederländsk pedagog och politiker.
- 23 mars – Zell Miller, 86, amerikansk politiker.
- 24 mars – Lys Assia, 94, schweizisk sångare, vinnare av första Eurovision Song Contest 1956.
- 25 mars
  - Jerry Williams, 75, svensk rockmusiker.
  - Philip Kerr, 62, brittisk författare.
- 27 mars – Stéphane Audran, 85, fransk skådespelare.
- 29 mars – H.G. Wessberg, 65, svensk politiker (Moderaterna) och ämbetsman.

### April
- 1 april

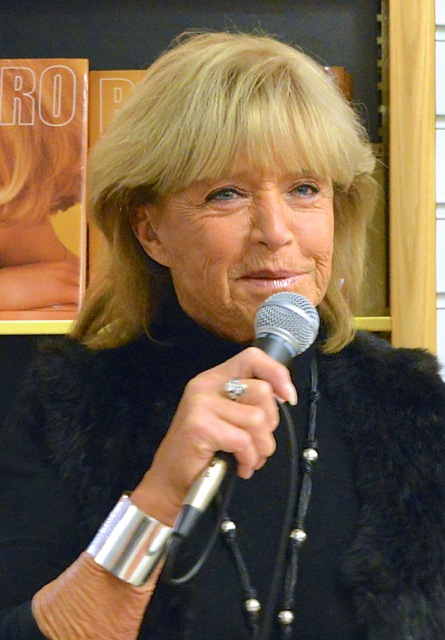
Den svenska artisten Lill-Babs avled den 3 april, 80 år gammal.

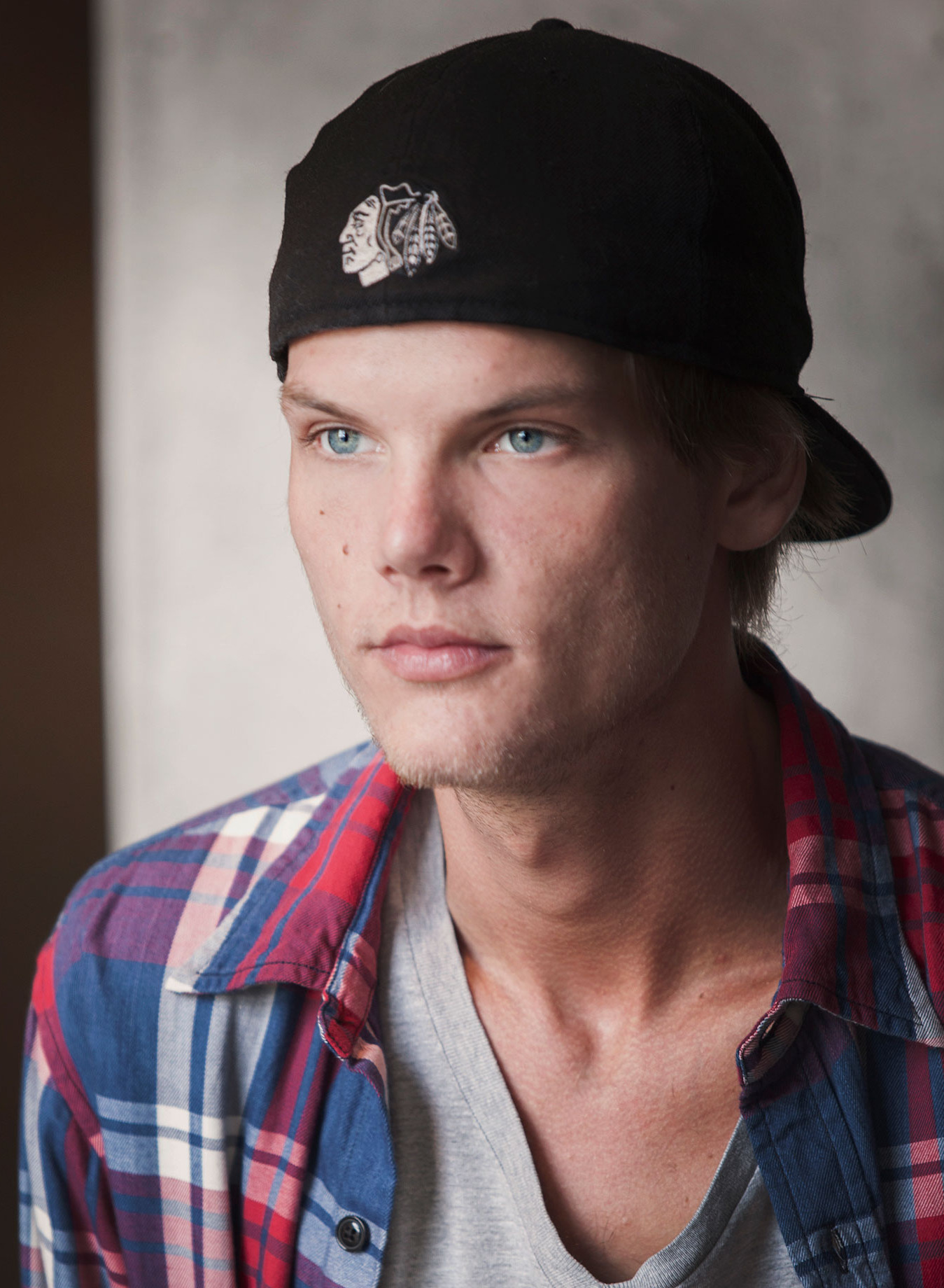
Den svenske DJ:n och musikproducenten Avicii avled den 20 april, 28 år gammal.

  - Efraín Rios Montt, 91, guatemalansk general och politiker, Guatemalas president 1982–1983.
  - Steven Bochco, 74, amerikansk manusförfattare och producent.
- 2 april – Winnie Mandela, 81, sydafrikansk politiker.
- 3 april - Barbro "Lill-Babs" Svensson, 80, svensk sångare.
- 5 april – Isao Takahata, 82, japansk regissör.
- 7 april – Peter Grünberg, 78, tysk fysiker, Nobelpristagare i fysik 2007.
- 8 april – Gunnar Persson, 84, svensk serieskapare (Kronblom).
- 13 april – Miloš Forman, 86, tjeckisk-amerikansk filmskapare.
- 15 april
  - R. Lee Ermey, 74, amerikansk militär och skådespelare.
  - Vittorio Taviani, 88, italiensk filmregissör och manusförfattare.
- 17 april – Barbara Bush, 92, fru till George H.W. Bush, USA:s första dam 1989–1993.
- 20 april – Tim "Avicii" Bergling, 28, svensk discjockey, musiker och musikproducent.
- 21 april
  - Verne Troyer, 49, amerikansk skådespelare och komiker.
  - Nabi Tajima, 117, japansk kvinna, världens äldsta människa vid sin död.
- 29 april
  - Luis García Meza Tejada, 88, boliviansk politiker, Bolivias president och diktator 1980–1981.
  - Zannah Hultén, 62, svensk sångpedagog och musikproducent.

### Maj

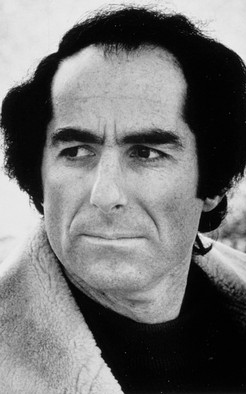
Den amerikanske författaren Philip Roth avled 22 maj, 85 år gammal.

- 1 maj – Elmar Altvater, 79, tysk statsvetare.
- 7 maj – Thomas Hempel, 76, svensk radiojournalist.
- 11 maj
  - Ulla Sallert, 95, svensk sångare och skådespelare.
  - Sven Anér, 96, svensk journalist.
- 13 maj – Margot Kidder, 69, kanadensisk-amerikansk skådespelare.
- 19 maj – Yrsa Stenius, 73, svensk journalist, politisk chefredaktör och författare.
- 22 maj – Philip Roth, 85, amerikansk författare.[15]
- 24 maj – Gudrun Burwitz, 88, tysk nynazist, dotter till Heinrich Himmler.
- 28 maj
  - Jens Christian Skou, 99, dansk kemist, Nobelpristagare i kemi 1997.
  - Ola Ullsten, 86, svensk politiker (Folkpartiet), Folkpartiets partiordförande 1978–1983, Sveriges statsminister 1978–1979 och utrikesminister 1979–1982.

### Juni
- 2 juni – Paul D. Boyer, 99, amerikansk kemist, Nobelpristagare i kemi 1997.
- 3 juni – Madeleine Leijonhufvud, 75, svensk jurist och professor emerita i straffrätt.
- 8 juni
  - Per Ahlmark, 79, svensk politiker (Folkpartiet) och författare, Folkpartiets partiordförande 1975–1978, Sveriges vice statsminister, arbetsmarknadsminister och invandrarminister 1976–1978.
  - Anthony Bourdain, 61, amerikansk kock, matskribent och TV-personlighet.
  - Danny Kirwan, 68, brittisk gitarrist (Fleetwood Mac).
- 13 juni – D.J. Fontana, 87, amerikansk trumslagare.
- 18 juni – Jahseh "XXXTentacion" Onfroy, 20, amerikansk rappare, sångare och låtskrivare.
- 19 juni – Elisabeth av Danmark, 83, dansk prinsessa.
- 23 juni – Kim Jong-pil, 92, sydkoreansk politiker, Sydkoreas premiärminister 1971–1975 och 1998–2000.
- 25 juni – Bo Nilsson, 81, svensk tonsättare och sångtextförfattare.
- 28 juni – Domenico Losurdo, 76, italiensk marxistisk filosof och historiker.
- 29 juni – Arvid Carlsson, 95, svensk farmakolog och professor emeritus, Nobelpristagare i fysiologi eller medicin 2000.

### Juli
- 5 juli – Claude Lanzmann, 92, fransk journalist, författare och filmregissör.
- 6 juli – Shoko Asahara, 63, japansk sektledare (Aum Shinrikyo) och brottsling.
- 9 juli
  - Peter Carington, 6:e baron Carrington, 99, brittisk politiker, Storbritanniens försvarsminister 1970–1974 och utrikesminister 1979–1982, Natos generalsekreterare 1984–1988.
  - Stefan Demert, 78, svensk trubadur.
- 13 juli – Thorvald Stoltenberg, 87, norsk diplomat och politiker, Norges försvarsminister 1979–1981 och utrikesminister 1987–1989 och 1990–1993.
- 18 juli – Burton Richter, 87, amerikansk fysiker, Nobelpristagare i fysik 1976.
- 22 juli – Chiyo Miyako, 117, japansk kvinna och världens äldsta människa.
- 29 juli – Vibeke Skofterud, 38, norsk längdskidåkare.
- 31 juli – Lars-Yngve Johansson, 77, svensk antikhandlare och smyckesexpert (Antikrundan).

### Augusti

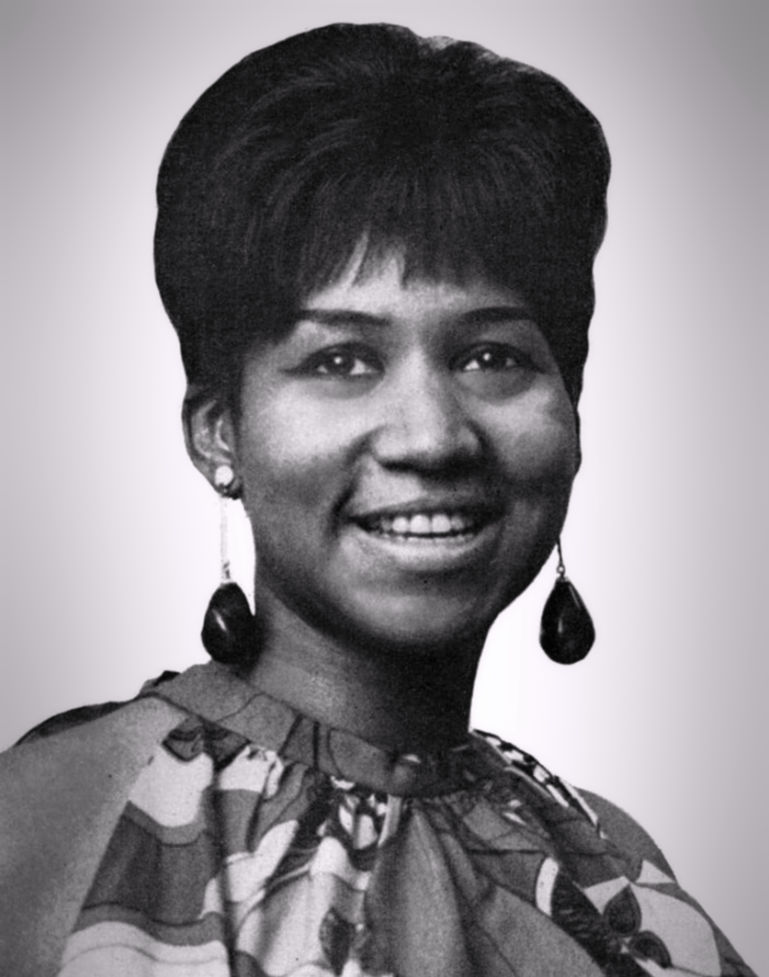
Den amerikanska sångaren Aretha Franklin avled 16 augusti, 76 år gammal.

- 8 augusti – Brynolf Wendt, 92, svensk ämbetsman, politiker och TV-personlighet.
- 11 augusti – V.S. Naipaul, 85, trinidadisk-brittisk författare, Nobelpristagare i litteratur 2001.
- 12 augusti – Samir Amin, 86, egyptisk-fransk marxistisk ekonom.
- 14 augusti – Eduard Uspenskij, 80, rysk barnboksförfattare (Drutten och Gena).
- 16 augusti – Aretha Franklin, 76, amerikansk sångare.
- 17 augusti – Anne-Li Norberg, 64, svensk skådespelare.
- 18 augusti – Kofi Annan, 80, ghanansk diplomat, FN:s generalsekreterare 1997–2006, mottagare av Nobels fredspris 2001.
- 20 augusti – Uri Avnery, 94, israelisk journalist, politiker och fredsaktivist.
- 25 augusti – John McCain, 81, amerikansk militär och politiker (republikan), ledamot av USA:s senat sedan 1987.
- 26 augusti – Neil Simon, 91, amerikansk dramatiker och manusförfattare.
- 27 augusti – Hugo Westling, 88, svensk riksspelman.
- 31 augusti
  - Anita Lindman, 86, svensk programpresentatör, programledare och tv-producent (Anita och Televinken).
  - Aleksandr Zachartjenko, 42, separatistledare, Folkrepubliken Donetsks premiärminister sedan 2014.

### September
- 1 september – Margit Sandemo, 94, norsk-svensk författare (Sagan om Isfolket).
- 6 september
  - Burt Reynolds, 82, amerikansk skådespelare.
  - Sven Wernström, 93, svensk författare (De hemligas ö, Trälarna).
- 7 september
  - Mac Miller, 26, amerikansk rappare.
  - Ingemar Mundebo, 87, svensk politiker (Folkpartiet), Sveriges budgetminister 1976–1980 och ekonomiminister 1978–1979.
- 9 september – Frank Andersson, 62, svensk brottare.
- 11 september
  - Ahmadu Jah, 82, sierraleonskfödd svensk musiker.
  - Ann Smith, 88, svensk författare.
- 21 september – Trần Đại Quang, 61, vietnamesisk politiker, Vietnams president sedan 2016.
- 23 september – Charles K. Kao, 84, kinesisk-brittisk-amerikansk fysiker och elektronikingenjör, Nobelpristagare i fysik 2009.
- 24 september – Lars Wohlin, 85, svensk politiker och ämbetsman, riksbankschef 1979–1982.
- 29 september – Otis Rush, 84, amerikansk bluesmusiker.
- 30 september – Kim Larsen, 72, dansk rockmusiker.

### Oktober
- 1 oktober

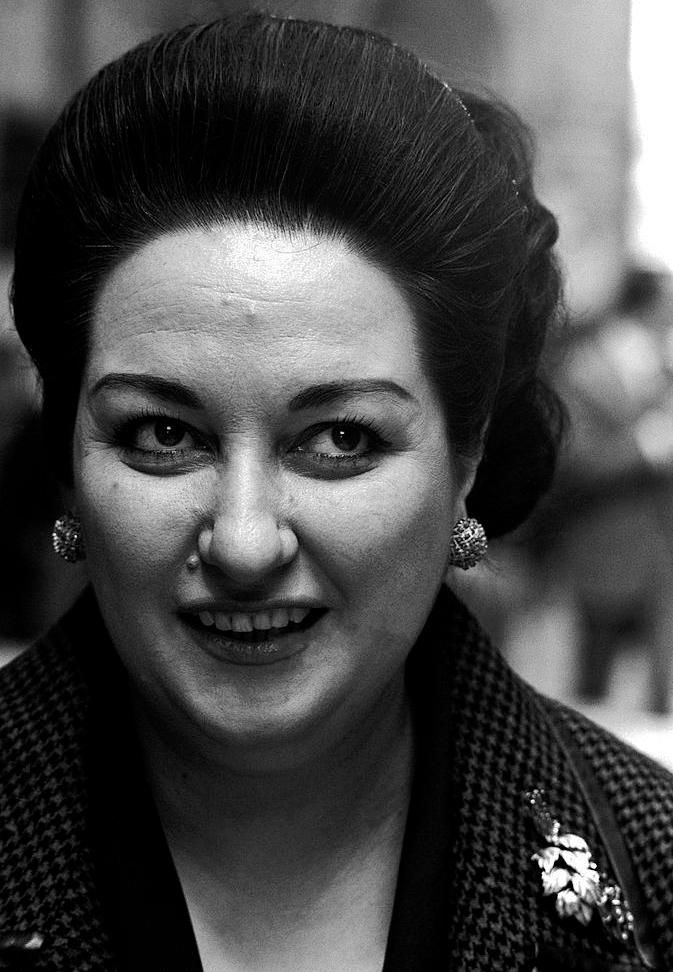
Den spanska sopranen Montserrat Caballé avled 6 oktober, 85 år gammal.

  - Charles Aznavour, 94, fransk-armenisk sångare, viskompositör och skådespelare.
  - Đỗ Mười, 101, vietnamesisk politiker, Vietnams premiärminister 1988–1991.
- 2 oktober – Jamal Khashoggi, 60, saudisk journalist.
- 3 oktober – Leon M. Lederman, 96, amerikansk fysiker, Nobelpristagare i fysik 1988.
- 6 oktober – Montserrat Caballé, 85, spansk operasångare.
- 9 oktober
  - Bengt Anlert, 84, svensk fotbollsspelare.
  - Thomas Steitz, 78, amerikansk biokemist, Nobelpristagare i kemi 2009.
- 10 oktober – Mary Midgley, 99, brittisk moralfilosof.
- 11 oktober – Leif Axmyr, 80, svensk brottsling.
- 15 oktober – Arto Paasilinna, 76, finländsk författare.
- 16 oktober – Bo Cavefors, 82, svensk författare och förläggare.
- 18 oktober
  - Åke Ortmark, 89, svensk journalist.
  - Lisbeth Palme, 87, svensk barnpsykolog, änka efter Sveriges f.d. statsminister Olof Palme.
- 19 oktober – Osamu Shimomura, 90, japansk kemist och marinbiolog, Nobelpristagare i kemi 2008.
- 20 oktober – Wim Kok, 80, nederländsk politiker, Nederländernas premiärminister 1994–2002.
- 21 oktober – Robert Faurisson, 89, fransk litteraturvetare och förintelseförnekare.
- 24 oktober – Tony Joe White, 75, amerikansk rockmusiker.
- 26 oktober – João W. Nery, 68, brasiliansk författare.

### November

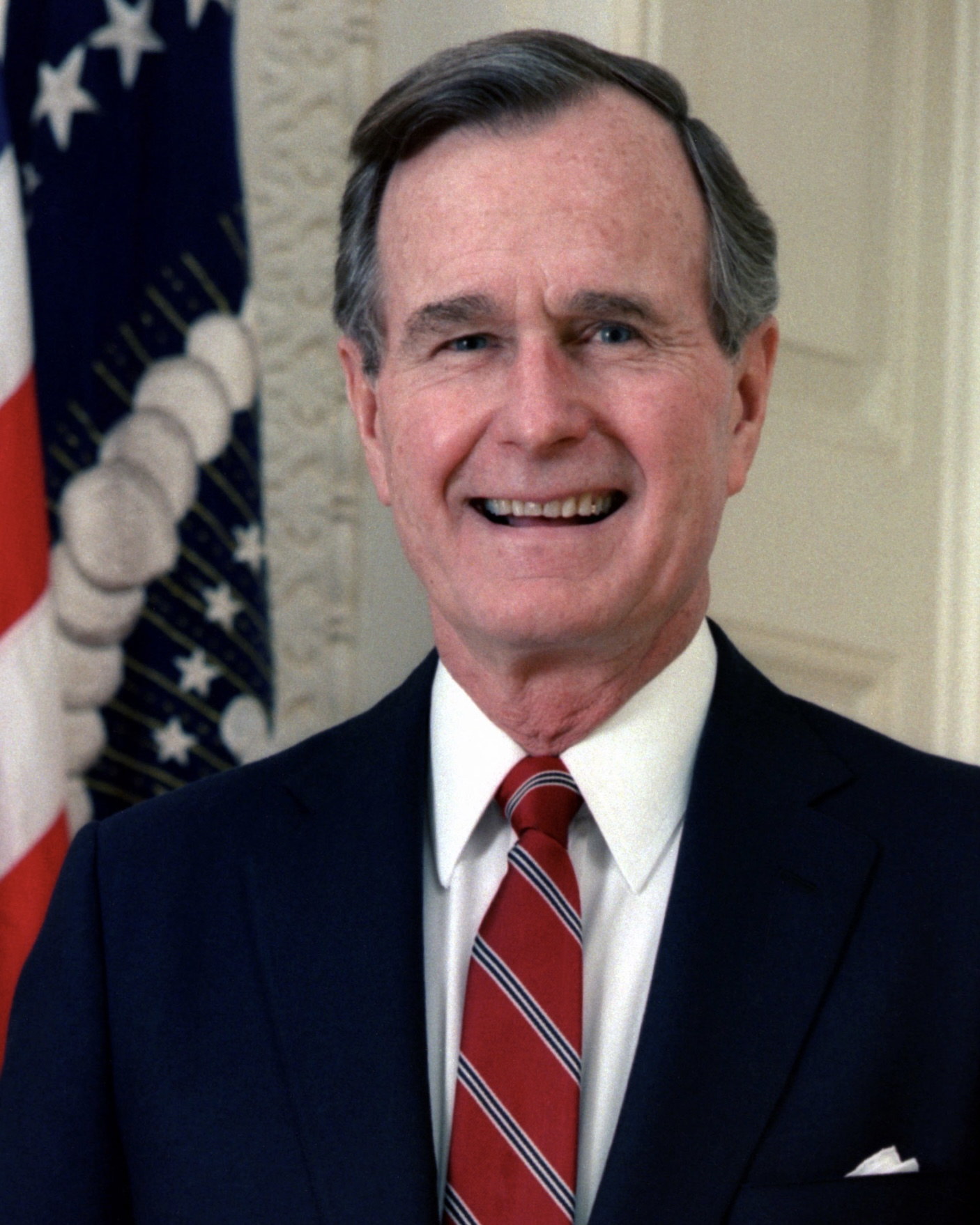
USA:s president 1989–1993 George H.W. Bush avled 30 november, 94 år gammal.

- 6 november – Karin Liungman, 77, svensk kompositör och musiker.
- 7 november – Francis Lai, 86, fransk kompositör.
- 12 november – Stan Lee, 95, amerikansk serieskapare, författare och förläggare.
- 13 november
  - Bo Jonsson, 79, svensk filmproducent och manusförfattare.
  - Johan Asplund, 81, finlandssvensk sociolog, socialpsykolog och översättare.
- 14 november – Morten Grunwald, 83, dansk regissör och skådespelare.
- 16 november – William Goldman, 87, amerikansk författare och dramatiker.
- 20 november – Aaron Klug, 92, brittisk molekylärbiolog, Nobelpristagare i kemi 1982.
- 22 november – Villy Bergström, 80, svensk nationalekonom och chefredaktör.
- 26 november
  - Bernardo Bertolucci, 77, italiensk regissör och manusförfattare.
  - Stephen Hillenburg, 57, amerikansk animatör (SvampBob Fyrkant).
- 28 november – Åke Arenhill, 98, svensk konstnär, scenograf och programledare.
- 29 november – Heidi von Born, 82, svensk författare.
- 30 november – George H.W. Bush, 94, amerikansk politiker, USA:s president 1989–1993.

### December
- 6 december

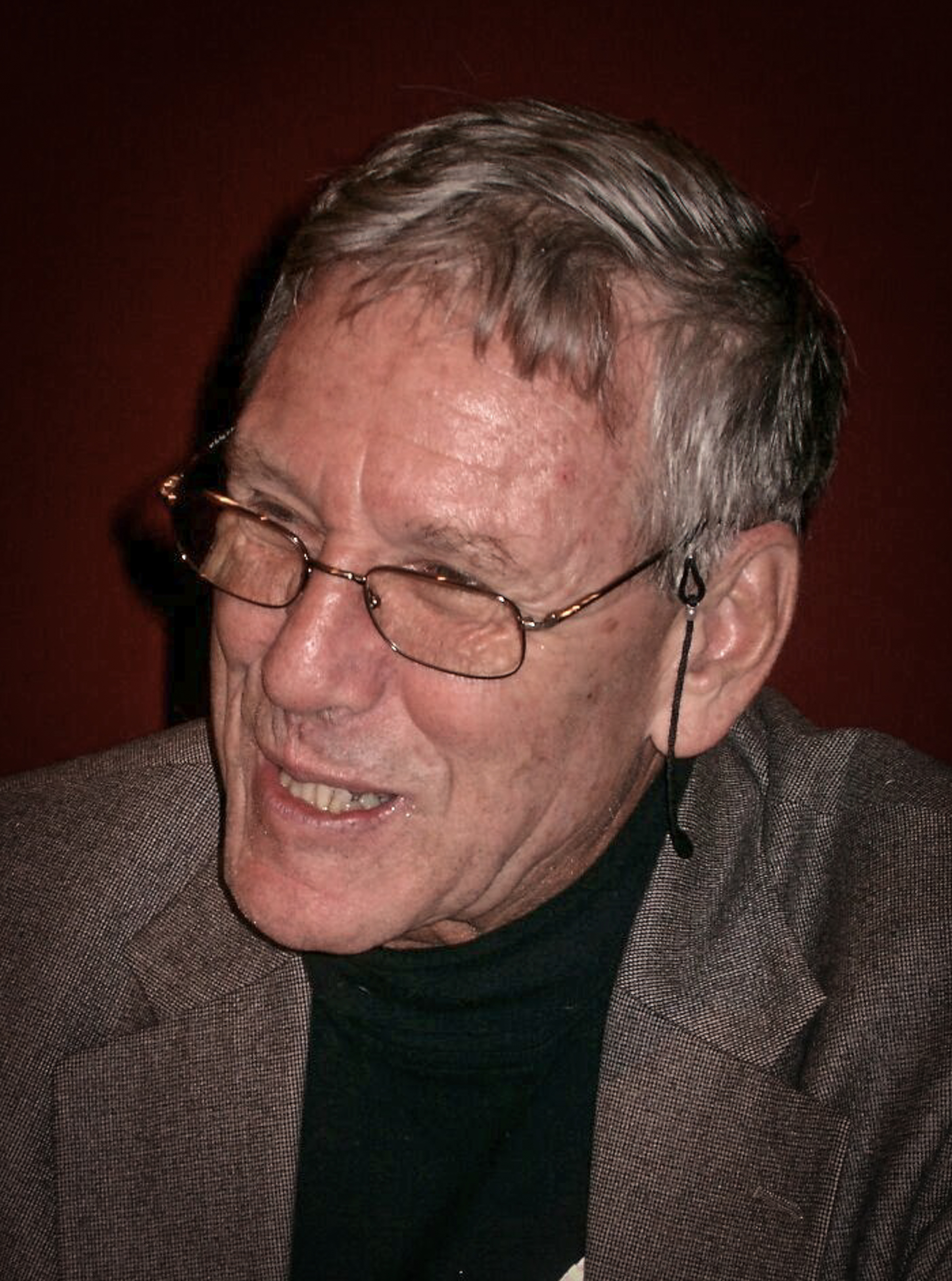
Den israeliske författaren Amos Oz avled 28 december, 79 år gammal.

  - Håkan Jeppsson, 57, svensk affärsman, ordförande för Malmö FF 2010–2018.
  - Pete Shelley, 63, brittisk punkmusiker (Buzzcocks).
- 9 december
  - Riccardo Giacconi, 87, italiensk-amerikansk astrofysiker, Nobelpristagare i fysik 2002.
  - William Blum, 85, amerikansk historiker och författare.
- 15 december – Girma Wolde-Giorgis, 93, etiopisk politiker, Etiopiens president 2001–2013.
- 17 december – Penny Marshall, 75, amerikansk filmregissör, producent och skådespelare.
- 19 december – Alf Nilsson, 88, svensk skådespelare.
- 20 december – Klaus Hagerup, 80, norsk författare, skådespelare och regissör.
- 28 december – Amos Oz, 79, israelisk författare.
- 30 december – Edgar Hilsenrath, 92, tysk-judisk författare.